# Jacques Geus
Jacques Geus (Laeken, 22 de febrero de 1920 - Saint-Josse-ten-Noode, 13 de julio de 1991) fue un ciclista belga que fue profesional entre 1941 y 1955 en qué consiguió diferentes victorias en pruebas de un día.

## Palmarés
1946
- París-Limoges

1947
- 2º en el Campeonato de Bélgica en Ruta

1949
- Gran Premio de Valonia